# Dimension Films
Dimension Films — підрозділ The Weinstein Company, що займається кінематографом. Ця назва спочатку використовувалося, як бренд Боб Вайнштейн, в межах фільмів компанії Miramax Films. Коли брати Вейнштейн в жовтні 2005 пішли зі студії Miramax, що знаходиться у власності Disney, вони залишили цю назву за собою.
Згідно з Associated Press, «Дісней продовжує отримувати половину доходів від „Дуже страшного кіно“ і будь-які інші майбутні внески за вже випущені фільми, створені Dimension, такі як „Крик“ або серія „Дітей шпигунів“» .
Одні з найвідоміших фільмів Dimension Films — «Діти шпигунів» та «Крик».

## Обрані фільми
- Крик
- Місто гріхів
- Дуже страшне кіно
- Дуже страшне кіно 2
- Дуже страшне кіно 3
- Дуже страшне кіно 4 (разом з Miramax Films)
- Дуже страшне кіно 5
- Діти шпигунів
- Містер 3000 (разом з Touchstone Pictures)
- Супергеройське кіно